# Pupi Avati
Pupi Avati (ur. 3 listopada 1938 w Bolonii) – włoski reżyser, scenarzysta i producent filmowy i telewizyjny. Dwukrotny laureat nagrody włoskiego przemysłu filmowego David di Donatello.

## Życiorys
Karierę zaczynał od horrorów, z których kilka zyskało status kultowy (m.in. Dom śmiejących się okien, 1976). Później kręcił przeważnie dramaty, filmy obyczajowe i komedie.
Zasiadał w jury konkursu głównego na 46. MFF w Wenecji (1989) oraz na 47. MFF w Cannes (1994).